# دیائولو
دیائولو (三门里) برج‌های چندطبقه تقویت‌شده‌ای هستند که در روستاهای مناطق حومه ساخته شده‌اند و معمولاً از بتن مسلح ساخته می‌شوند. این برج‌ها عمدتاً در منطقه کایپینگ، استان گوانگ‌دونگ چین واقع شده‌اند. در سال ۲۰۰۷، یونسکو مجموعه «دیائولوه‌ها و روستاهای کایپینگ» (开平碉楼与村落) را به عنوان یک میراث جهانی ثبت کرد که شامل چهار منطقه روستایی مختلف کایپینگ است: سانمنلی (三门里)، زیلی‌چون (自力村)، جینجیانگ‌لی (锦江里) و خوشه روستای ماجیانگلونگ (马降龙村落群). این مناطق ترکیب منحصربه‌فردی از سبک‌های معماری قرن نوزدهم و بیستم چین و غرب را به نمایش می‌گذارند.

## تاریخچه
ساختارهای دیائولوه از زمان دودمان مینگ تا اوایل قرن بیستم ساخته شدند و در اوج خود در دوران جنگ‌سالاران در دهه‌های ۱۹۲۰ و ۱۹۳۰ با کمک مالی چینی‌های خارج از کشور به بیش از سه هزار ساختار رسیدند. امروزه حدود ۱٬۸۰۰ دیائولوه باقی‌مانده‌اند که اغلب در مناطق روستایی کایپینگ به حال خود رها شده‌اند. آنها همچنین گاهی در دیگر مناطق گوانگ‌دونگ، مانند شنژن و دونگوان یافت می‌شوند.
اولین دیائولوه باقی‌مانده در کایپینگ چیکان، کایپینگ (迎龙楼) در روستای سانمنلی (چیکان) است که توسط خاندان گوان در زمان پادشاهی چیاچینگ از دودمان مینگ (۱۵۲۲–۱۵۶۶) ساخته شده است. این یک قلعه مستطیل شکل سه‌طبقه عظیم با دیوارهایی به ضخامت یک متر بود که شباهت کمی به برج‌های دیائولوه داشت که چهار قرن بعد ساخته شدند. Yinglong Lou در سال ۱۹۱۹ بازسازی شد و ارتفاع آن ۱۱٫۴ متر است.
در اواخر قرن نوزدهم و اوایل قرن بیستم، به دلیل فقر و بی‌ثباتی اجتماعی، کایپینگ منطقه‌ای مهم برای مهاجرت به خارج از کشور بود، یکی از «مناطق برجسته ارسال مهاجر» از چینی‌های خارج از کشور. دیائولوه‌هایی که در دوران آشوب اوایل قرن بیستم ساخته شدند، بیشتر در اطراف مراکز مهاجرت وجود داشتند. پول‌های ارسالی از مهاجرانی که می‌خواستند امنیت خانواده‌ها، روستاها یا طوایف خود را تأمین کنند، برای ساخت دیائولوه‌ها استفاده می‌شد. اگرچه دیائولوه‌ها عمدتاً به عنوان حفاظ در برابر حملات دزدان ساخته شدند، بسیاری از آنها همچنین به عنوان محل زندگی نیز استفاده می‌شدند. بعضی از آنها توسط یک خانواده ساخته شده‌اند، برخی توسط چند خانواده یا حتی توسط کل جامعه روستایی. کایپینگ همچنین به یک دیگ ذوب از ایده‌ها و گرایش‌هایی تبدیل شد که توسط چینی‌های خارج از کشور به ارمغان آورده شده بودند. به همین دلیل، روستائیان دیائولوه‌های خود را با ویژگی‌های معماری از چین و غرب ساخته‌اند.
پس از سال ۱۹۴۹ که سیستم اداری به روستاهای کوچک نیز گسترش یافت، دیائولوه‌ها هدف دفاعی خود را از دست دادند و سپس به حال خود رها شدند یا تبدیل به ساختمان‌هایی دیگر شدند. با این حال، آنها همچنان به عنوان نمادی از فرهنگ چینی‌های خارج از کشور و پایداری کشاورزان کایپینگ باقی می‌مانند.
در سال ۲۰۰۷، یونسکو مجموعه «دیائولوه‌ها و روستاهای کایپینگ» را به عنوان میراث جهانی نامگذاری کرد. یونسکو نوشت، "... دیائولوه‌ها … ترکیب پیچیده و پرزرق و برقی از اشکال ساختاری و تزئینی چینی و غربی را به نمایش می‌گذارند. آنها نقش مهم مهاجران کایپینگ در توسعه چندین کشور در جنوب آسیا، استرالیا و آمریکای شمالی در اواخر قرن نوزدهم و اوایل قرن بیستم و ارتباط نزدیک بین کایپینگ‌های خارج از کشور و خانه‌های اجدادی خود را نشان می‌دهند. این سایت شامل چهار گروه دیائولوه است که در مجموع حدود ۱٬۸۰۰ برج در روستاهای خود قرار دارند." چهار گروه بازسازی شده دیائولوه‌های کایپینگ در: روستای زیلی‌چون (自力村) در شهرستان تانگ‌کئو (塘口镇)، روستای سانمنلی (三门里) در شهرستان چیکان (赤坎镇)، خوشه روستای ماجیانگلونگ (马降龙) در شهرستان بای‌هه (百合镇) و روستای جینجیانگ‌لی (锦江里) در شهرستان شیانگانگ (蚬冈镇) قرار دارند.
دیائولوه‌های کایپینگ مکان فیلمبرداری بخش‌هایی از فیلم 2010 Let the Bullets Fly (让子弹飞) بودند.